# Alfred de Windisch-Graetz
Alfred Candidus Ferdinand, prince (Fürst en allemand) zu Windisch-Graetz (s'écrit aussi zu Windisch-Grätz, ou zu Windischgrätz), ou Alfred Ier de Windisch-Graetz, est un maréchal autrichien né à Bruxelles (alors possession de la maison de Habsbourg-Lorraine) le 11 mai 1787 et mort à Vienne le 21 mars 1862. Il fut l’un des principaux acteurs de la réaction à la révolution autrichienne de 1848.

## Biographie
Originaire d’une famille de la haute noblesse de Styrie et fils de Joseph-Nicolas de Windisch-Graetz (de), il entre dans l’armée impériale autrichienne (en) en 1804 et participe à partir de cette date aux guerres napoléoniennes. Il se distingue par son rôle primordial dans la réaction aux révolutions nationalistes dans l’empire d'Autriche.
Sa nomination à la tête de l’armée de Bohême le 12 juin 1848 provoque d’importantes manifestations à Vienne. Après la mort de son épouse, la princesse Éléonore de Windischgrätz, tuée par une balle perdue, il entre dans Prague, le 27 juin 1848, et met fin, par le sang, à la Diète slave.
Les émeutes à Vienne en octobre et l’assassinat du ministre, le comte Baillet von Latour, poussent la cour impériale à se réfugier à Olmütz sous la protection de Windischgrätz. Après avoir reçu des troupes stationnées dans le Royaume lombard-vénitien envoyées par le comte Radetzky, il rejoint Vienne qu’il conquiert par les armes le 1er novembre. Il soutient la nomination de son beau-frère, le prince Zu Schwarzenberg, au poste de chancelier et tous deux obtiennent l’abdication de l’empereur Ferdinand Ier, jugé trop faible et trop libéral (et surtout épileptique), au profit du jeune François-Joseph.
Chargé ensuite de faire face aux révolutionnaires hongrois menés par Kossuth, le prince de Windischgrätz réoccupe Budapest en janvier 1849. Cependant sa lenteur et des divergences d’opinions avec le ministre de la Guerre entraînent son rappel. Il se retire en Bohême et n’accomplit plus que quelques missions diplomatiques.

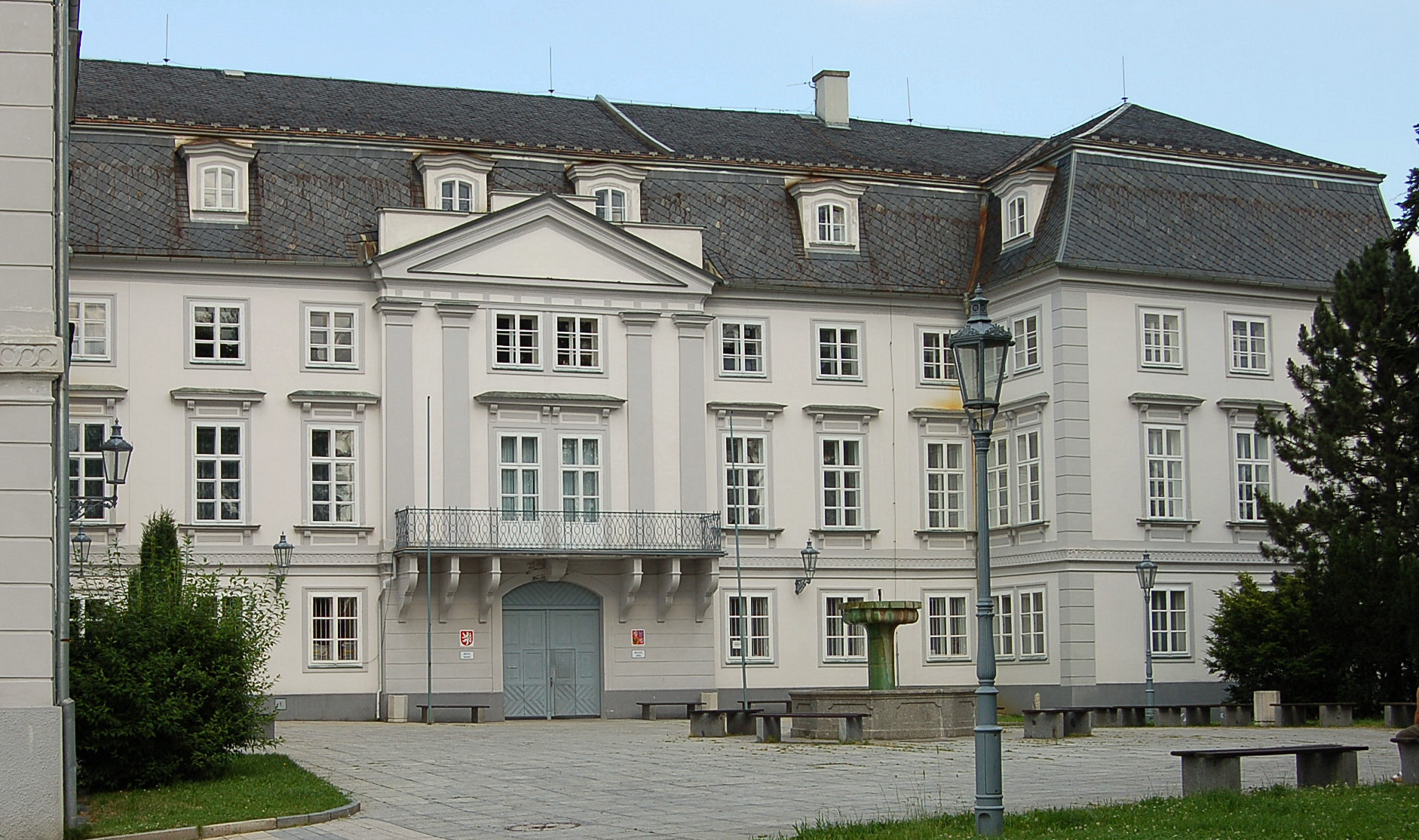
Vue du.